# Ariella pauperata
Ariella pauperata är en snäckart som först beskrevs av Powell 1933.  Ariella pauperata ingår i släktet Ariella och familjen Scissurellidae. Inga underarter finns listade i Catalogue of Life.